# 19721 Wray
19721 Wray è un asteroide della fascia principale. Scoperto nel 1999, presenta un'orbita caratterizzata da un semiasse maggiore pari a 2,9736338 UA e da un'eccentricità di 0,1104939, inclinata di 13,95583° rispetto all'eclittica.